# Hãn quốc Y Nhi
Hãn quốc Y Nhi, (tiếng Mông Cổ: Хүлэгийн улс, Hülegü-yn Ulus, tiếng Ba Tư: سلسله ایلخانی, Ilxānān, chữ Hán: 伊兒汗國), còn dịch là hãn quốc Y Lợi (伊利汗国) hoặc hãn quốc Y Nhĩ (伊尔汗国), là một hãn quốc của người Mông Cổ thành lập tại Ba Tư vào thế kỷ 13, được coi là một phần của đế quốc Mông Cổ. Y Nhi hãn quốc dựa trên cơ sở ban đầu là các chiến dịch của Thành Cát Tư Hãn thực hiện bên trong đế quốc Khwarezmia vào các năm 1219–1224, hãn quốc được cháu trai của Thành Cát Tư Hãn là Húc Liệt Ngột thành lập, lãnh thổ của hãn quốc bao gồm hầu hết các nước Iran, Iraq, Afghanistan, Turkmenistan, Armenia, Azerbaijan, Gruzia, Thổ Nhĩ Kỳ, và Pakistan ngày nay. Y Nhi hãn quốc ban đầu chấp nhận nhiều tôn giáo, nhưng đặc biệt có cảm tình với Phật giáo và Kitô giáo. Những người cai trị Y Nhi hãn quốc về sau, bắt đầu từ Hợp Tán vào năm 1295, đã trở thành tín đồ Hồi giáo.

## Định nghĩa
Theo sử gia Rashid-al-Din Hamadani, Hốt Tất Liệt (Khubilai) đã ban cho Húc Liệt Ngột (Hulagu) tước hiệu "Y Nhi hãn" sau khi ông chiến thắng A Lý Bất Ca (Ariq Boke). Thuật ngữ Y Nhi hãn (il-Khan) có nghĩa là "hãn cấp dưới" và thể hiện lòng tôn kính vào lúc đầu của họ với Mông Kha Hãn (Möngke Khan) và những người kế vị chức Đại Hãn của toàn thể đế quốc. Tước hiệu "Y Nhi hãn" được dành cho các hậu duệ của Húc Liệt Ngột và sau này là các hoàng tử khác thuộc dòng dõi hãn tộc Bác Nhĩ Tể Cát Đặc (Borjigin, số nhiều Borjigid) của Ba Tư, song không được thể hiện trong các nguồn tư liệu cho đến năm 1260.

## Thời kỳ đầu cai trị Ba Tư
Khi Muhammad II của Khwarezm hành quyết các thương nhân được người Mông Cổ cử đến, Thành Cát Tư Hãn đã tuyên bố chiến tranh với triều Khwarezm-Shah vào năm 1219. Người Mông Cổ đã chiếm đóng toàn bộ đế quốc, chiếm tất cả các thành phố chính từ năm 1219 đến 1221. Iraq thuộc Ba Tư đã bị quân Mông Cổ tàn phá dưới sự chỉ huy của Triết Biệt (Jebe) và Tốc Bất Đài (Subedei), họ rời khỏi khu vực và để lại đống đổ nát. Transoxiana nằm dưới quyền kiểm soát của người Mông Cổ sau cuộc xâm lược. Khu vực không phân chia ở phía tây Transoxiana là gia sản của hãn tộc Bác Nhĩ Tể Cát Đặc của Thành Cát Tư Hãn..
Con trai của Muhammad là Jalal ad-Din Mingburnu trở lại Iran vào khoảng năm 1224 sau đi lưu vong tại Ấn Độ. Các nhà nước Thổ đối thủ còn lại trong đế chế của cha ông nhanh chóng tuyên bố trung thành với ông. Ông đã đẩy lùi các nỗ lực của người Mông Cổ để chiếm miền Trung Ba Tư. Tuy nhiên, Jalal ad-Din đã bị lấn át và đè bẹp trước quân của Xước Nhi Mã Hãn (Chormaqan) do Đại Hãn Oa Khoát Đài (Ögedei) cử đến vào năm 1231. Trong cuộc viễn chinh của người Mông Cổ, Azerbaijan và các triều đại miền nam Ba Tư tại Fars và Kerman đã tự quy phục quân Mông Cổ và đồng ý nộp triều cống. Ở phía tây, Hamadan và phần còn lại của Ba Tư bị Xước Nhĩ Mã Hãn xâm chiếm. Người Mông Cổ đã hướng sự chú ý đến Armenia và Gruzia vào năm 1234 (hay 1236). Họ hoàn tất chinh phục Vương quốc Gruzia vào năm 1238; tuy nhiên đế quốc Mông Cổ chỉ bắt đầu xâm chiếm các phần phía tây của Đại Armenia dưới quyền Seljuk vào năm sau.

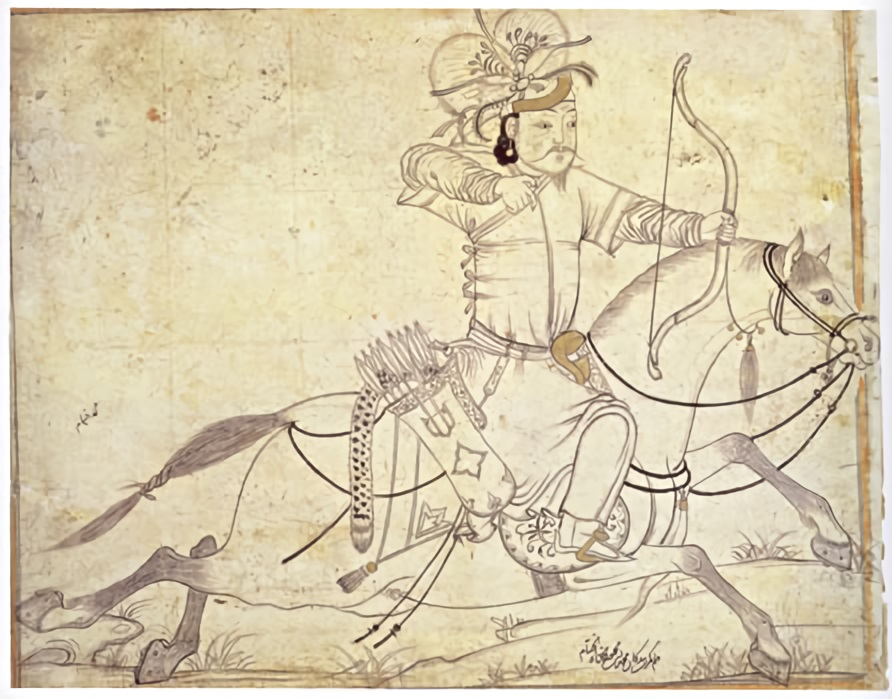
Một cung kị binh người Mông Cổ vào thế kỷ 13.

Năm 1236, Oa Khoát Đài phát động cuộc chiến đánh Khorassan và Herat đông dân cư. Các thủ lĩnh quân sự Mông Cổ chủ yếu lập trại ở đồng bằng Mughan tại Azerbaijan. Nhận thấy sự nguy hiểm của người Mông Cổ, những người cai trị Mosul và Armenia Cilicia đã quy phục Đại Hãn. Xước Nhi Mã Hãn phân chia Ngoại Kavkaz thành ba khu vực dựa trên hệ thống cấp bạc quân sự. Tại Gruzia, dân cư được tạm thời chia thành tumen (vạn hộ chế). Năm 1237, đế quốc Mông Cổ đã chinh phục hầu hết Ba Tư, ngoài trừ các thành trì của Abbas Iraq và Ismaili, và toàn bộ Afghanistan cùng Kashmir.
Sau trận Köse Dağ năm 1243, quân Mông Cổ dưới quyền chỉ huy của Bái Trụ (Baiju) đã chiếm Tiểu Á, và Vương triều Rûm cùng Đế quốc Trebizond đã trở thành chư hầu của người Mông Cổ.
Quý Do Hãn (Guyuk Khan) đã bãi bỏ các quy định được các hoàng tử Mông Cổ ban hành, và đã ra lệnh thu thuế các khu vực ở Ba Tư và cũng miễn thuế cho những người khác vào năm 1244.
Theo lời than phiền của A Nhi Hồn A Gia (Arghun agha), Mông Kha Hãn (Mongke Khan) đã cấm các thương nhân và quý tộc lạm dụng các trạm tiếp ngựa (Ortoo), và dân thường vào năm 1251. Ông ra lệnh điều tra dân số và ra lệnh rằng mỗi người đàn ông Trung Đông do Mông Cổ cai trị phải trả thuế tương xứng với tài sản của người đó. Ba Tư được phân chia thành bốn khu vực dưới quyền của A Lỗ Hồn (Arghun). Mông Kha cấp cho triều Kartid quyền cai quản Herat, Jam, Bushanj, Ghor, Khaysar, Firuz-Kuh, Gharjistan, Farah, Sistan, Kabul, Tirah, và Afghanistan (dãy núi Sulaiman) cũng như tất cả các tuyến đường đến sông Ấn.

## Y Nhi hãn đầu tiên

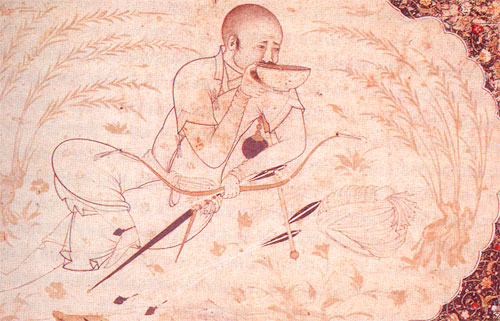
Húc Liệt Ngột, cháu trai của Thành Cát Tư Hãn và là người sáng lập nên Y Nhi hãn quốc.

Người sáng lập thực tế của Y Nhi hãn quốc là Húc Liệt Ngột, cháu nội của Thành Cát Tư Hãn và là em trai của cả Mông Kha (Mongke) và Hốt Tất Liệt (Kublai). Mông Kha cử ông đến để giúp Đà Lôi (Tolui) thiết lập quyền kiểm soát chặt chẽ khu vực Trung Đông, và lệnh cho ông trở về Mông Cổ khi hoàn thành nhiệm vụ này. Tiếp quản từ Bái Trụ vào năm 1255 hay 1256, ông đã chinh phục các vương quốc Hồi giáo ở phía tây "xa đến biên giới Ai Cập." Việc chiếm đóng này đã khiến người Turkmen chuyển về phía tây để đến Tiểu Á để trốn thoát người Mông Cổ. Húc Liệt Ngột thiết lập nên triều đại của mình trên phần lãnh thổ tây nam của đế quốc Mông Cổ, trải dài từ Transoxiana đến Syria. Ông tiêu diệt Ismaili Nizari Hashshashin và nhà Abbas tương ứng vào các năm 1256 và 1258. Sau đó ông tiến xa đến Gaza, chinh phục Ayyubid-Syria trong một thời gian ngắn.
Cái chết của Mông Kha đã buộc Húc Liệt Ngột phải trở về vùng trung tâm Ba Tư đế chuẩn bị cho Khuriltai (lựa chọn lãnh đạo mới). Ông để lại một lực lượng nhỏ ở phía sau để tiếp tục tiến về Địa Trung Hải, song đã phải dừng lại ở Palestine vào năm 1260 do một thất bại lớn trong trận Ain Jalut dưới tay Mamluk của Ai Cập. Do các vấn đề địa chính trị và cái chết của ba hoàng tử là hậu duệ của Truật Xích (Jochi) khi đang phục vụ cho Húc Liệt Ngột, Biệt Nhi Ca (Berke) đã tuyên chiến với Húc Liệt Ngột vào năm 1262 và có thể đã lệnh cho quân của ông quay về Iran. Theo các sử gia của Mamluk, Húc Liệt Ngột có thể đã tàn sát quân đội của và từ chối chia sẻ chiến lợi phẩm với Biệt Nhi Ca.

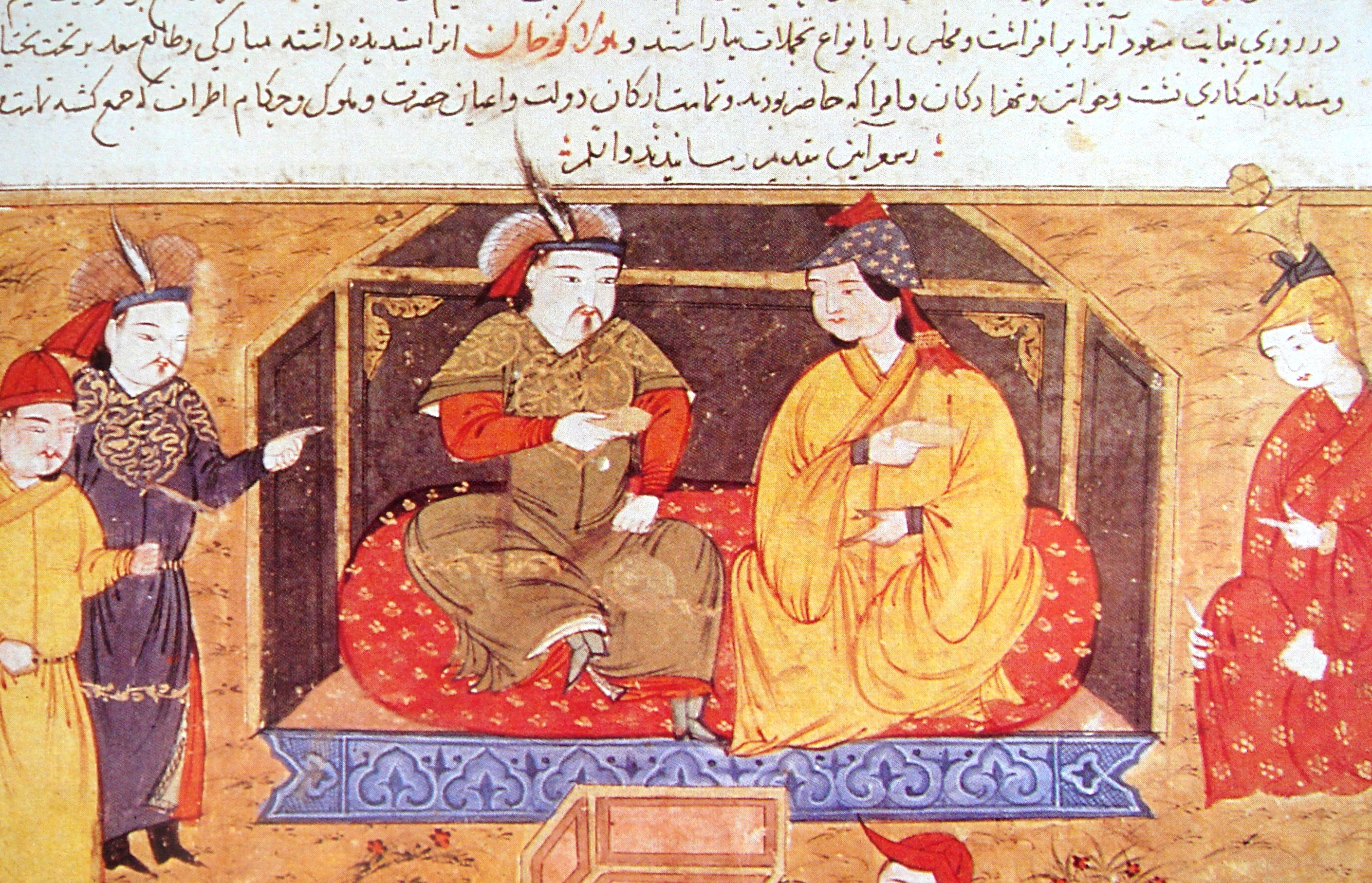
Hốt Liệt Ngột và Hoàng hậu Cảnh giáo Thoát Cổ Tư Khả đôn (Doquz Khatun)

Hậu duệ của Húc Liệt Ngột cai trị Ba Tư trong tám mươi năm tiếp theo, khoan dung với nhiều tôn giáo bao gồm Shaman giáo, Phật giáo, và Kitô giáo, cuối cùng Hồi giáo đã trở thành quốc giáo vào năm 1295. Tuy nhiên, bất chấp việc cải đạo này, các Y Nhi hãn vẫn duy trì sự kình địch với Mamluk - thế lực đã đánh bại quân xâm lược Mông Cổ và cả quân Thập tự chinh. Các Y Nhi hãn phát động nhiều cuộc xâm lược Syria, song chưa bao giờ có thể chiếm giữ được các vùng đất quan trọng của Mamluk, và cuối cùng họ đã phải từ bỏ kế hoạch này. Bên cạnh đó, họ cũng bóp nghẹt các chư hầu của mình hơn nữa, tức vương triều Rum và vương quốc Armenia Cilicia. Điều này phần lớn là do cuộc nội chiến đang diễn ra bên trong đế quốc Mông Cổ, với sự thù địch của các hãn quốc ở phía bắc và đông dành cho Y Nhi. Sát Hợp Đài hãn quốc tại Moghulistan và Kim Trướng hãn quốc đe dọa Y Nhi hãn quốc tại Kavkaz và Transoxiana. Ngay cả khi Húc Liệt Ngột còn trị vì, Y Nhi hãn quốc đã từng tham chiến tại Kavkaz với những người Mông Cổ tại thảo nguyên Nga. Trên một phương diện khác, nhà Nguyên ở Trung Quốc là một đồng mình của Y Nhi hãn quốc và vẫn giữa quyền bá chủ trên dãnh nghĩa trong nhiều thập kỉ sau này.
Húc Liệt Ngột đã cùng nhiều học giả, thiên văn học người Hán, nhà thiên văn học nổi tiếng của Ba Tư Nasir al-Din al-Tusi nghiên cứu về Thiên văn học Trung Quốc. Đài quan sát đã được xây dựng trên một ngọn đồi tại Maragheh.

## Liên minh Frank-Mông Cổ
Nhiều nỗ lực nhằm hình thành một liên minh Frank-Mông Cổ đã được thực hiện giữa các triều đình ở Tây Âu (Tây Ấu được những người Hồi giáo và châu Á gọi chung là Frank vào thời kỳ Thập tự chinh) và những người Mông Cổ (chủ yếu là Y Nhi hãn quốc) vào các thế kỷ 13 và 14, bắt đầu từ khoảng cuộc Thập tự chinh lần thứ 7. Liên minh của họ là nhằm chống lại người Hồi giáo (chủ yếu là Mamluk), song Y Nhi hãn quốc và người châu Âu chưa bao giờ có thể kết hợp lực lượng để chống lại kẻ thù chung.

## Cải sang Hồi giáo

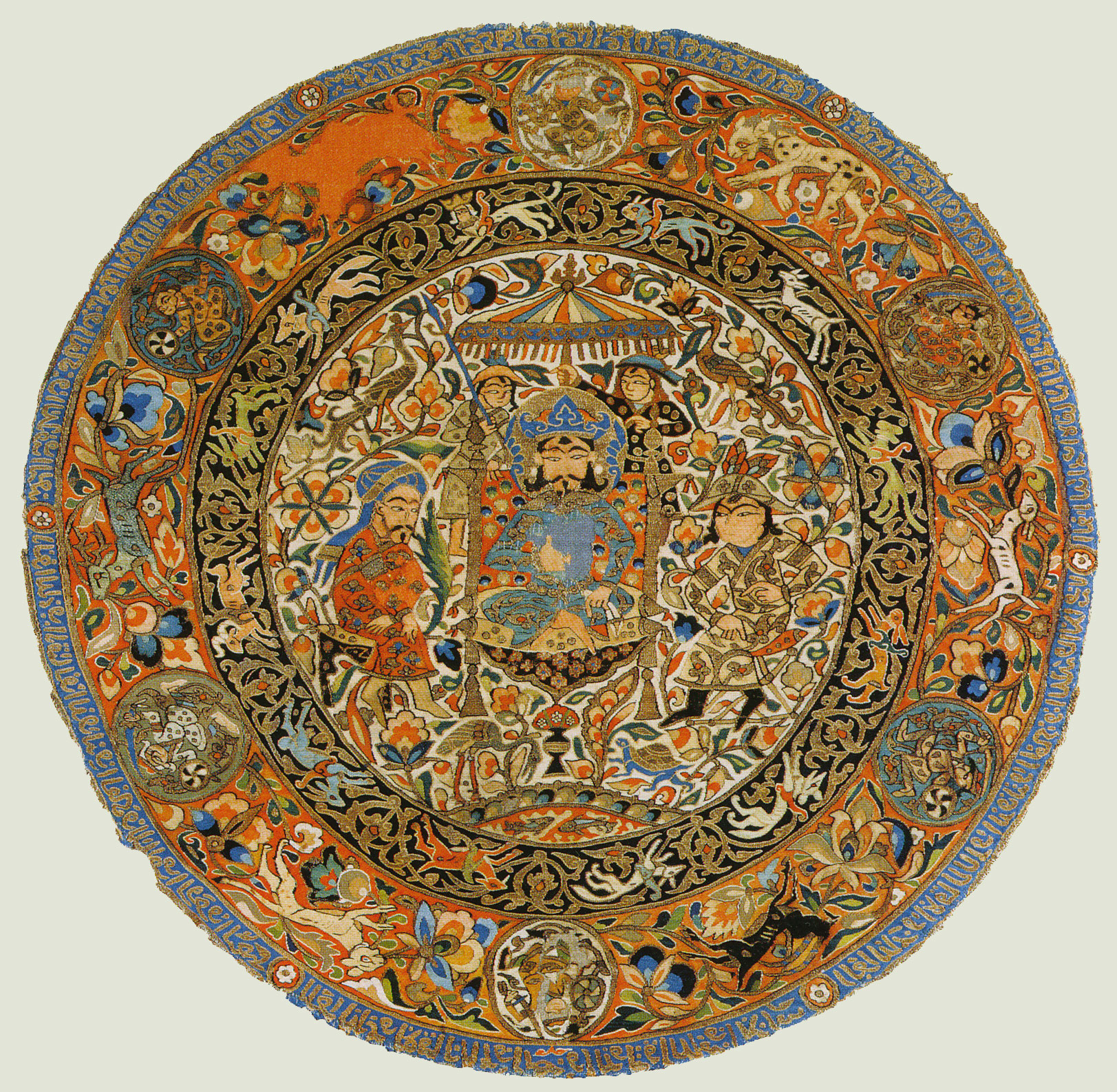
Miến lụa hình tròn, Iran hay Iraq, đầu thế kỷ 14

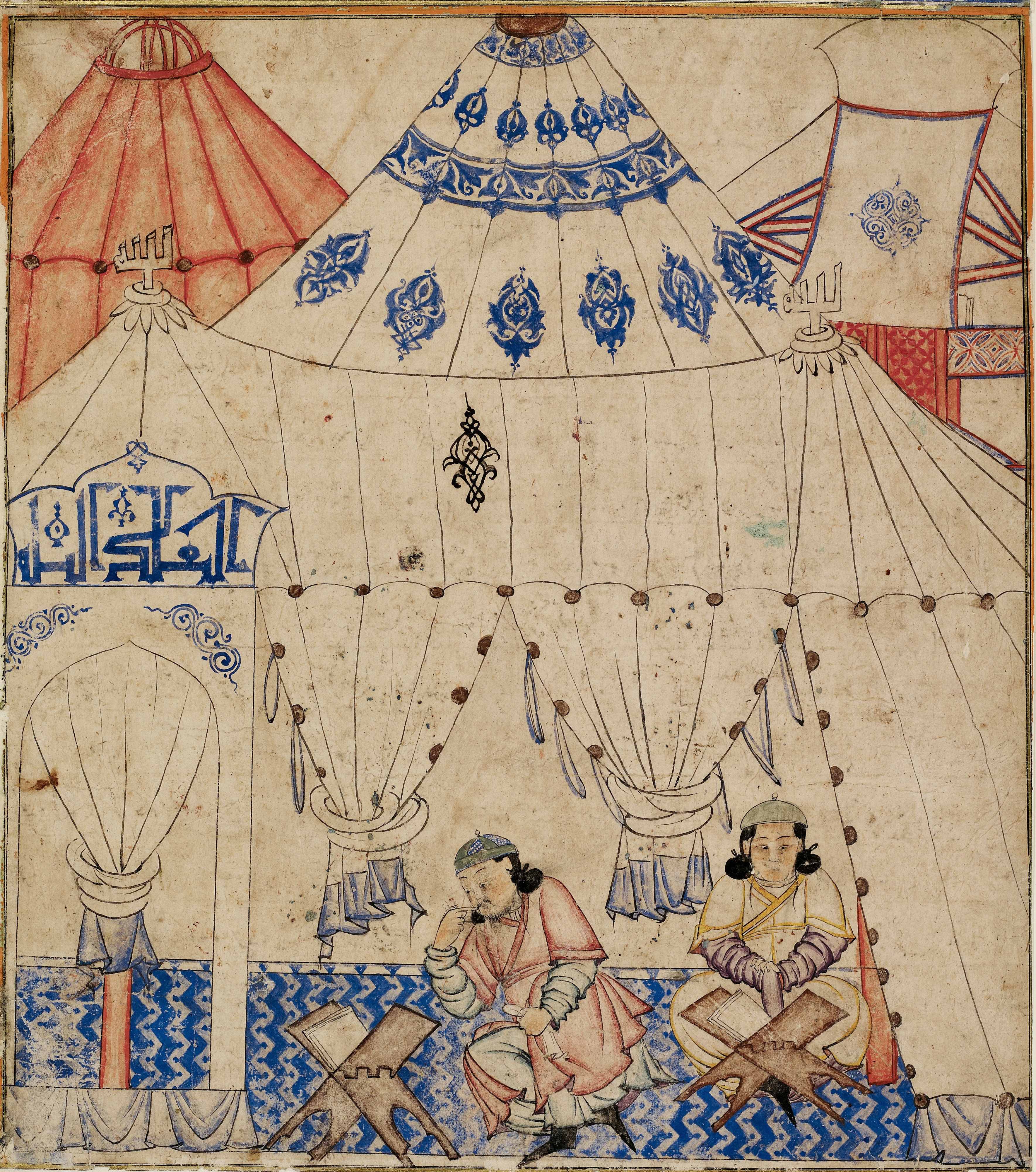
Người cai trị Y Nhĩ hãn quốc, Hợp Tán (Ghazan), đang học kinh Quran.

Trong khoảng thời gian hậu Húc Liệt Ngột, các Y Nhi hãn ngày càng tiếp nhận Phật giáo Tây Tạng. Sức mạnh của Kitô giáo được cổ vũ nhờ sự xuất hiện của Cảnh giáo nhưng điều này đã không đi xa hơn sự đối đãi bình đẳng của họ với các tôn giáo. Như vậy các Y Nhi hãn có tín ngưỡng khác biệt so với dân cư vốn đa số là Hồi giáo mà họ đang cai trị. Hợp Tán (Ghazan), một thời gian ngắn trước khi lật đổ Bái Đô (Baydu) đã cải sang Hồi giáo và chính quyền của ông đã thiên vị với Hồi giáo và điều này trùng hợp với các nỗ lực nhằm đưa chế độ của họ đến gần hơn với đa số cư dân, những người không phải là dân Mông Cổ. Kitô giáo và Do Thái giáo bị mất vị thế bình đẳng với Hồi giáo và họ đã một lần nữa phải trả thuế. Những người theo Phật giáo phải lựa chọn cải đạo hoặc bị trục xuất.
Trong đối ngoại, việc cải sang Hồi giáo đã có ít hoặc không có tác động và Hợp Tán tiếp tục chiến đấu chống lại Mamluk nhằm kiểm soát Syria. Đối với hầu hết các lĩnh vực, chính sách của ông là sự tiếp nối của người anh trai Hoàn Giả Đô (Öljeitü) mặc dù vậy, ông đã bắt đầu ưu tiên cho phái Shi'a của Hồi giáo sau khi chịu ảnh hưởng của các nhà thần học Shi'a là Al-Hilli và Maitham Al Bahrani. Hoàn Giả Đô hoàn thành chinh phục Gilan bên bờ biển Caspi và các phế tích của lăng mộ tráng lệ của ông tại Soltaniyeh có lẽ là dấu tích tốt nhất cho thời kỳ Y Nhi hãn quốc tại Ba Tư.

## Tan rã
Sau khi Bất Tái Nhân (Abu Sa'id) mất vào năm 1335, hãn quốc bắt đầu tan rã nhanh chóng, và bị phân chia giữa các nhà nước kế thừa là địch thủ của nhau, đáng chú ý nhất là Jalayirid. Thoát Hợp Thiếp Mộc Nhi (Togha Temür), hậu duệ của Chuyết Xích Hợp Tát Nhi (Jo'chi Hasar), người cuối cùng yêu cầu tước hiệu Y Nhi hãn, đã bị các Sarbadar ám sát vào năm 1353. Thiếp Mộc Nhi (Timur) về sau đã lập nên một nhà nước từ Jalayirid, bề ngoài là phục hồi lại hãn quốc cũ. Sử gia Rashid-al-Din Hamadani đã viết một cuốn lịch sử chung về các vị hãn vào khoảng năm 1315 và cung cấp nhiều tài liệu cho lịch sử của hãn quốc.

## Di sản
Sự xuất hiện của Y Nhi hãn quốc đã có một tác động quan trọng đến khu vực. Đế quốc Mông Cổ đã nới lỏng đáng kể hoạt động thương mại tại châu Á. Thông tin liên lạc giữa Y Nhi hãn quốc và nhà Nguyên tại Trung Quốc đã khuyến khích sự phát triển này.
Y Nhi hãn quốc cũng đã mở đường cho triều Safavid sau này, và cuối cùng là đất nước Iran hiện đại. Các cuộc chinh phục của Húc Liệt Ngột đã đưa ảnh hưởng của Trung Quốc tới Iran. Điều này cộng với sự bảo trợ của những người kế nhiệm ông, đã tạo nên một nền kiến trúc Iran đặc sắc. Dưới thời các Y Nhi hãn, các sử gia Ba Tư cũng đã chuyển từ viết bằng tiếng Ả Rập, sang viết bằng tiếng Ba Tư.
Các nguyên lý cơ bản của kế toán kép được thực hiện tại Y Nhi hãn quốc đã được phát triển độc lập từ các thông lệ tính toán được thực hiện tại châu Âu. Hệ thống tính toán này được tạo ra chủ yếu từ nhu cầu về kinh tế-xã hội theo sau các cải cách nông nghiệp và nhân khố của Hợp Tán Hãn vào các năm 1295-1304.

## Y Nhi hãn

### Dòng dõi Húc Liệt Ngột (1256-1335)
- Húc Liệt Ngột Hãn (Hulagu Khan, 1256–1265)
- A Bát Cáp (Abaqa Khan, 1265–1282)
- Thiếp Cổ Điệt Nhi (Tekuder, 1282–1284)
- A Lỗ Hồn (Arghun, 1284–1291)
- Hải Hợp Đô (Gaykhatu, 1291–1295)
- Bái Đô (Baydu, 1295)
- Hợp Tán (Ghazan, 1295–1304)
- Hoàn Giả Đô (Muhammad Khodabandeh/Oljeitu, 1304–1316)
- Bất Tái Nhân (Bahadur, 1316–1335)

### Dòng dõi A Lý Bất Ca
- A Nhi Ba (Arpa Ke'ün, 1335–1336)

### Dòng dõi Húc Liệt Ngột (1336-1357)
- Mộc Tát (Musa, 1336–1337) (bù nhìn của Ali Padshah của Baghdad)
- Ma Hợp Mã (Muhammad, 1336–1338) (bù nhìn của Jalayirid)
- Tát Địch Biệt (Sati Beg, 1338–1339) (bù nhìn của Chobanid)
- Tốc Lai Man (Sulayman, 1339–1343) (bù nhìn của Chobanid, được các Sarbadar công nhận 1341–1343)
- Chỉ Hãn Thiếp Mộc Nhi (Jahan Temur, 1339–1340) (bù nhìn của Jalayirid)
- Nỗ Thất Nhi Hoàn (Anushirwan, 1343–1356) (bù nhìn của Chobanid)
- Hợp Tán II (1356–1357) (chỉ biết trong tiền đúc)

### Dòng dõi Hasar
Tuyên bố từ phía đông Ba Tư (Khurasan):
- Thoát Hợp Thiếp Mộc Nhi (Togha Temür, khoảng 1338–1353) (được Kartid công nhận 1338–1349; Jalayirid công nhận 1338–1339, 1340–1344; Sarbadar công nhận 1338–1341, 1344, 1353)
- Luqman (1353–1388) (con trai của Thoát Hợp Thiếp Mộc Nhi và người bảo trợ của Thiếp Mộc Nhi)

## Phả hệ (Dòng dõi Húc Liệt Ngột)
|  |  | Thành Cát Tư Hãn (Temüjin)                                    | Thành Cát Tư Hãn (Temüjin)                                    | Thành Cát Tư Hãn (Temüjin)                                        | Thành Cát Tư Hãn (Temüjin)                                        | Thành Cát Tư Hãn (Temüjin)                                        | Thành Cát Tư Hãn (Temüjin)                                        |                                                                   |                                                                   | Bột Nhi Thiếp (Börte) (s.1162-m.1230)                                  | Bột Nhi Thiếp (Börte) (s.1162-m.1230)                                  | Bột Nhi Thiếp (Börte) (s.1162-m.1230)                                  | Bột Nhi Thiếp (Börte) (s.1162-m.1230)                                  | Bột Nhi Thiếp (Börte) (s.1162-m.1230)                                  | Bột Nhi Thiếp (Börte) (s.1162-m.1230)                                  |                                                         |                                                         |                                                            |                                                            |                                                            |                                                            |                                                            |                                                            |  |  |                                                |                                                |                                                |                                                |                                                |                                                |  |  |                                                      |             |             |             |             |             |  |  |  |  |  |  |  |  |  |  |  |  |  |  |  |  |  |  |  |  |  |  |  |  |  |  |  |  |  |  |  |  |  |  |
|  |  | Thành Cát Tư Hãn (Temüjin)                                    | Thành Cát Tư Hãn (Temüjin)                                    | Thành Cát Tư Hãn (Temüjin)                                        | Thành Cát Tư Hãn (Temüjin)                                        | Thành Cát Tư Hãn (Temüjin)                                        | Thành Cát Tư Hãn (Temüjin)                                        |                                                                   |                                                                   | Bột Nhi Thiếp (Börte) (s.1162-m.1230)                                  | Bột Nhi Thiếp (Börte) (s.1162-m.1230)                                  | Bột Nhi Thiếp (Börte) (s.1162-m.1230)                                  | Bột Nhi Thiếp (Börte) (s.1162-m.1230)                                  | Bột Nhi Thiếp (Börte) (s.1162-m.1230)                                  | Bột Nhi Thiếp (Börte) (s.1162-m.1230)                                  |                                                         |                                                         |                                                            |                                                            |                                                            |                                                            |                                                            |                                                            |  |  |                                                |                                                |                                                |                                                |                                                |                                                |  |  |                                                      |             |             |             |             |             |  |  |  |  |  |  |  |  |  |  |  |  |  |  |  |  |  |  |  |  |  |  |  |  |  |  |  |  |  |  |  |  |  |  |
|  |  |                                                               |                                                               |                                                                   |                                                                   |                                                                   |                                                                   |                                                                   |                                                                   |                                                                        |                                                                        |                                                                        |                                                                        |                                                                        |                                                                        |                                                         |                                                         |                                                            |                                                            |                                                            |                                                            |                                                            |                                                            |  |  |                                                |                                                |                                                |                                                |                                                |                                                |  |  |                                                      |             |             |             |             |             |  |  |  |  |  |  |  |  |  |  |  |  |  |  |  |  |  |  |  |  |  |  |  |  |  |  |  |  |  |  |  |  |  |  |
|  |  |                                                               |                                                               |                                                                   |                                                                   | Đà Lôi (Tolui) (s.1193-m.1232)                                    | Đà Lôi (Tolui) (s.1193-m.1232)                                    | Đà Lôi (Tolui) (s.1193-m.1232)                                    | Đà Lôi (Tolui) (s.1193-m.1232)                                    | Đà Lôi (Tolui) (s.1193-m.1232)                                         | Đà Lôi (Tolui) (s.1193-m.1232)                                         |                                                                        |                                                                        | Toa Lỗ Hòa Thiếp Ni (Sorghaghtani Beki) (s.1198-m.1252)                | Toa Lỗ Hòa Thiếp Ni (Sorghaghtani Beki) (s.1198-m.1252)                | Toa Lỗ Hòa Thiếp Ni (Sorghaghtani Beki) (s.1198-m.1252) | Toa Lỗ Hòa Thiếp Ni (Sorghaghtani Beki) (s.1198-m.1252) | Toa Lỗ Hòa Thiếp Ni (Sorghaghtani Beki) (s.1198-m.1252)    | Toa Lỗ Hòa Thiếp Ni (Sorghaghtani Beki) (s.1198-m.1252)    |                                                            |                                                            |                                                            |                                                            |  |  |                                                |                                                |                                                |                                                |                                                |                                                |  |  |                                                      |             |             |             |             |             |  |  |  |  |  |  |  |  |  |  |  |  |  |  |  |  |  |  |  |  |  |  |  |  |  |  |  |  |  |  |  |  |  |  |
|  |  |                                                               |                                                               |                                                                   |                                                                   | Đà Lôi (Tolui) (s.1193-m.1232)                                    | Đà Lôi (Tolui) (s.1193-m.1232)                                    | Đà Lôi (Tolui) (s.1193-m.1232)                                    | Đà Lôi (Tolui) (s.1193-m.1232)                                    | Đà Lôi (Tolui) (s.1193-m.1232)                                         | Đà Lôi (Tolui) (s.1193-m.1232)                                         |                                                                        |                                                                        | Toa Lỗ Hòa Thiếp Ni (Sorghaghtani Beki) (s.1198-m.1252)                | Toa Lỗ Hòa Thiếp Ni (Sorghaghtani Beki) (s.1198-m.1252)                | Toa Lỗ Hòa Thiếp Ni (Sorghaghtani Beki) (s.1198-m.1252) | Toa Lỗ Hòa Thiếp Ni (Sorghaghtani Beki) (s.1198-m.1252) | Toa Lỗ Hòa Thiếp Ni (Sorghaghtani Beki) (s.1198-m.1252)    | Toa Lỗ Hòa Thiếp Ni (Sorghaghtani Beki) (s.1198-m.1252)    |                                                            |                                                            |                                                            |                                                            |  |  |                                                |                                                |                                                |                                                |                                                |                                                |  |  |                                                      |             |             |             |             |             |  |  |  |  |  |  |  |  |  |  |  |  |  |  |  |  |  |  |  |  |  |  |  |  |  |  |  |  |  |  |  |  |  |  |
|  |  |                                                               |                                                               |                                                                   |                                                                   |                                                                   |                                                                   |                                                                   |                                                                   |                                                                        |                                                                        |                                                                        |                                                                        |                                                                        |                                                                        |                                                         |                                                         |                                                            |                                                            |                                                            |                                                            |                                                            |                                                            |  |  |                                                |                                                |                                                |                                                |                                                |                                                |  |  |                                                      |             |             |             |             |             |  |  |  |  |  |  |  |  |  |  |  |  |  |  |  |  |  |  |  |  |  |  |  |  |  |  |  |  |  |  |  |  |  |  |
|  |  |                                                               |                                                               |                                                                   |                                                                   |                                                                   |                                                                   |                                                                   |                                                                   | 1 Húc Liệt Ngột (Hulagu) (s.1217-m.1265) Y Nhi hãn 1256-1265           | 1 Húc Liệt Ngột (Hulagu) (s.1217-m.1265) Y Nhi hãn 1256-1265           | 1 Húc Liệt Ngột (Hulagu) (s.1217-m.1265) Y Nhi hãn 1256-1265           | 1 Húc Liệt Ngột (Hulagu) (s.1217-m.1265) Y Nhi hãn 1256-1265           | 1 Húc Liệt Ngột (Hulagu) (s.1217-m.1265) Y Nhi hãn 1256-1265           | 1 Húc Liệt Ngột (Hulagu) (s.1217-m.1265) Y Nhi hãn 1256-1265           |                                                         |                                                         | Thoát Cổ Tư khả đôn (Doquz Khatun) (m.1265)                | Thoát Cổ Tư khả đôn (Doquz Khatun) (m.1265)                | Thoát Cổ Tư khả đôn (Doquz Khatun) (m.1265)                | Thoát Cổ Tư khả đôn (Doquz Khatun) (m.1265)                | Thoát Cổ Tư khả đôn (Doquz Khatun) (m.1265)                | Thoát Cổ Tư khả đôn (Doquz Khatun) (m.1265)                |  |  |                                                |                                                |                                                |                                                |                                                |                                                |  |  |                                                      |             |             |             |             |             |  |  |  |  |  |  |  |  |  |  |  |  |  |  |  |  |  |  |  |  |  |  |  |  |  |  |  |  |  |  |  |  |  |  |
|  |  |                                                               |                                                               |                                                                   |                                                                   |                                                                   |                                                                   |                                                                   |                                                                   | 1 Húc Liệt Ngột (Hulagu) (s.1217-m.1265) Y Nhi hãn 1256-1265           | 1 Húc Liệt Ngột (Hulagu) (s.1217-m.1265) Y Nhi hãn 1256-1265           | 1 Húc Liệt Ngột (Hulagu) (s.1217-m.1265) Y Nhi hãn 1256-1265           | 1 Húc Liệt Ngột (Hulagu) (s.1217-m.1265) Y Nhi hãn 1256-1265           | 1 Húc Liệt Ngột (Hulagu) (s.1217-m.1265) Y Nhi hãn 1256-1265           | 1 Húc Liệt Ngột (Hulagu) (s.1217-m.1265) Y Nhi hãn 1256-1265           |                                                         |                                                         | Thoát Cổ Tư khả đôn (Doquz Khatun) (m.1265)                | Thoát Cổ Tư khả đôn (Doquz Khatun) (m.1265)                | Thoát Cổ Tư khả đôn (Doquz Khatun) (m.1265)                | Thoát Cổ Tư khả đôn (Doquz Khatun) (m.1265)                | Thoát Cổ Tư khả đôn (Doquz Khatun) (m.1265)                | Thoát Cổ Tư khả đôn (Doquz Khatun) (m.1265)                |  |  |                                                |                                                |                                                |                                                |                                                |                                                |  |  |                                                      |             |             |             |             |             |  |  |  |  |  |  |  |  |  |  |  |  |  |  |  |  |  |  |  |  |  |  |  |  |  |  |  |  |  |  |  |  |  |  |
|  |  |                                                               |                                                               |                                                                   |                                                                   |                                                                   |                                                                   |                                                                   |                                                                   |                                                                        |                                                                        |                                                                        |                                                                        |                                                                        |                                                                        |                                                         |                                                         |                                                            |                                                            |                                                            |                                                            |                                                            |                                                            |  |  |                                                |                                                |                                                |                                                |                                                |                                                |  |  |                                                      |             |             |             |             |             |  |  |  |  |  |  |  |  |  |  |  |  |  |  |  |  |  |  |  |  |  |  |  |  |  |  |  |  |  |  |  |  |  |  |
|  |  |                                                               |                                                               |                                                                   |                                                                   |                                                                   |                                                                   |                                                                   |                                                                   |                                                                        |                                                                        |                                                                        |                                                                        |                                                                        |                                                                        |                                                         |                                                         |                                                            |                                                            |                                                            |                                                            |                                                            |                                                            |  |  |                                                |                                                |                                                |                                                |                                                |                                                |  |  |                                                      |             |             |             |             |             |  |  |  |  |  |  |  |  |  |  |  |  |  |  |  |  |  |  |  |  |  |  |  |  |  |  |  |  |  |  |  |  |  |  |
|  |  |                                                               |                                                               | 3 Thiếp Cổ Điệt Nhi (Tekuder) (s.1233-m.1284) Y Nhi hãn 1282-1284 | 3 Thiếp Cổ Điệt Nhi (Tekuder) (s.1233-m.1284) Y Nhi hãn 1282-1284 | 3 Thiếp Cổ Điệt Nhi (Tekuder) (s.1233-m.1284) Y Nhi hãn 1282-1284 | 3 Thiếp Cổ Điệt Nhi (Tekuder) (s.1233-m.1284) Y Nhi hãn 1282-1284 | 3 Thiếp Cổ Điệt Nhi (Tekuder) (s.1233-m.1284) Y Nhi hãn 1282-1284 | 3 Thiếp Cổ Điệt Nhi (Tekuder) (s.1233-m.1284) Y Nhi hãn 1282-1284 |                                                                        |                                                                        |                                                                        |                                                                        | 2 A Bát Cáp (Abaqa) (s.1234-m.1282) Y Nhi hãn 1262-1282                | 2 A Bát Cáp (Abaqa) (s.1234-m.1282) Y Nhi hãn 1262-1282                | 2 A Bát Cáp (Abaqa) (s.1234-m.1282) Y Nhi hãn 1262-1282 | 2 A Bát Cáp (Abaqa) (s.1234-m.1282) Y Nhi hãn 1262-1282 | 2 A Bát Cáp (Abaqa) (s.1234-m.1282) Y Nhi hãn 1262-1282    | 2 A Bát Cáp (Abaqa) (s.1234-m.1282) Y Nhi hãn 1262-1282    |                                                            |                                                            |                                                            |                                                            |  |  | Trqay                                          | Trqay                                          | Trqay                                          | Trqay                                          | Trqay                                          | Trqay                                          |  |  | Mengu Timur                                          | Mengu Timur | Mengu Timur | Mengu Timur | Mengu Timur | Mengu Timur |  |  |  |  |  |  |  |  |  |  |  |  |  |  |  |  |  |  |  |  |  |  |  |  |  |  |  |  |  |  |  |  |  |  |
|  |  |                                                               |                                                               | 3 Thiếp Cổ Điệt Nhi (Tekuder) (s.1233-m.1284) Y Nhi hãn 1282-1284 | 3 Thiếp Cổ Điệt Nhi (Tekuder) (s.1233-m.1284) Y Nhi hãn 1282-1284 | 3 Thiếp Cổ Điệt Nhi (Tekuder) (s.1233-m.1284) Y Nhi hãn 1282-1284 | 3 Thiếp Cổ Điệt Nhi (Tekuder) (s.1233-m.1284) Y Nhi hãn 1282-1284 | 3 Thiếp Cổ Điệt Nhi (Tekuder) (s.1233-m.1284) Y Nhi hãn 1282-1284 | 3 Thiếp Cổ Điệt Nhi (Tekuder) (s.1233-m.1284) Y Nhi hãn 1282-1284 |                                                                        |                                                                        |                                                                        |                                                                        | 2 A Bát Cáp (Abaqa) (s.1234-m.1282) Y Nhi hãn 1262-1282                | 2 A Bát Cáp (Abaqa) (s.1234-m.1282) Y Nhi hãn 1262-1282                | 2 A Bát Cáp (Abaqa) (s.1234-m.1282) Y Nhi hãn 1262-1282 | 2 A Bát Cáp (Abaqa) (s.1234-m.1282) Y Nhi hãn 1262-1282 | 2 A Bát Cáp (Abaqa) (s.1234-m.1282) Y Nhi hãn 1262-1282    | 2 A Bát Cáp (Abaqa) (s.1234-m.1282) Y Nhi hãn 1262-1282    |                                                            |                                                            |                                                            |                                                            |  |  | Trqay                                          | Trqay                                          | Trqay                                          | Trqay                                          | Trqay                                          | Trqay                                          |  |  | Mengu Timur                                          | Mengu Timur | Mengu Timur | Mengu Timur | Mengu Timur | Mengu Timur |  |  |  |  |  |  |  |  |  |  |  |  |  |  |  |  |  |  |  |  |  |  |  |  |  |  |  |  |  |  |  |  |  |  |
|  |  |                                                               |                                                               |                                                                   |                                                                   |                                                                   |                                                                   |                                                                   |                                                                   |                                                                        |                                                                        |                                                                        |                                                                        |                                                                        |                                                                        |                                                         |                                                         |                                                            |                                                            |                                                            |                                                            |                                                            |                                                            |  |  |                                                |                                                |                                                |                                                |                                                |                                                |  |  |                                                      |             |             |             |             |             |  |  |  |  |  |  |  |  |  |  |  |  |  |  |  |  |  |  |  |  |  |  |  |  |  |  |  |  |  |  |  |  |  |  |
|  |  |                                                               |                                                               |                                                                   |                                                                   | 4 A Lỗ Hồn (Arghun) (s.1258-m.1292) Y Nhi hãn 1284-1291           | 4 A Lỗ Hồn (Arghun) (s.1258-m.1292) Y Nhi hãn 1284-1291           | 4 A Lỗ Hồn (Arghun) (s.1258-m.1292) Y Nhi hãn 1284-1291           | 4 A Lỗ Hồn (Arghun) (s.1258-m.1292) Y Nhi hãn 1284-1291           | 4 A Lỗ Hồn (Arghun) (s.1258-m.1292) Y Nhi hãn 1284-1291                | 4 A Lỗ Hồn (Arghun) (s.1258-m.1292) Y Nhi hãn 1284-1291                |                                                                        |                                                                        |                                                                        |                                                                        |                                                         |                                                         | 5 Hải Hợp Đô (Gaykhatu) (m.1295) Y Nhi hãn 1291-1295       | 5 Hải Hợp Đô (Gaykhatu) (m.1295) Y Nhi hãn 1291-1295       | 5 Hải Hợp Đô (Gaykhatu) (m.1295) Y Nhi hãn 1291-1295       | 5 Hải Hợp Đô (Gaykhatu) (m.1295) Y Nhi hãn 1291-1295       | 5 Hải Hợp Đô (Gaykhatu) (m.1295) Y Nhi hãn 1291-1295       | 5 Hải Hợp Đô (Gaykhatu) (m.1295) Y Nhi hãn 1291-1295       |  |  | 6 Bái Đô (Baydu) (m.1295) Y Nhi hãn 1295       | 6 Bái Đô (Baydu) (m.1295) Y Nhi hãn 1295       | 6 Bái Đô (Baydu) (m.1295) Y Nhi hãn 1295       | 6 Bái Đô (Baydu) (m.1295) Y Nhi hãn 1295       | 6 Bái Đô (Baydu) (m.1295) Y Nhi hãn 1295       | 6 Bái Đô (Baydu) (m.1295) Y Nhi hãn 1295       |  |  | Ambarji                                              | Ambarji     | Ambarji     | Ambarji     | Ambarji     | Ambarji     |  |  |  |  |  |  |  |  |  |  |  |  |  |  |  |  |  |  |  |  |  |  |  |  |  |  |  |  |  |  |  |  |  |  |
|  |  |                                                               |                                                               |                                                                   |                                                                   | 4 A Lỗ Hồn (Arghun) (s.1258-m.1292) Y Nhi hãn 1284-1291           | 4 A Lỗ Hồn (Arghun) (s.1258-m.1292) Y Nhi hãn 1284-1291           | 4 A Lỗ Hồn (Arghun) (s.1258-m.1292) Y Nhi hãn 1284-1291           | 4 A Lỗ Hồn (Arghun) (s.1258-m.1292) Y Nhi hãn 1284-1291           | 4 A Lỗ Hồn (Arghun) (s.1258-m.1292) Y Nhi hãn 1284-1291                | 4 A Lỗ Hồn (Arghun) (s.1258-m.1292) Y Nhi hãn 1284-1291                |                                                                        |                                                                        |                                                                        |                                                                        |                                                         |                                                         | 5 Hải Hợp Đô (Gaykhatu) (m.1295) Y Nhi hãn 1291-1295       | 5 Hải Hợp Đô (Gaykhatu) (m.1295) Y Nhi hãn 1291-1295       | 5 Hải Hợp Đô (Gaykhatu) (m.1295) Y Nhi hãn 1291-1295       | 5 Hải Hợp Đô (Gaykhatu) (m.1295) Y Nhi hãn 1291-1295       | 5 Hải Hợp Đô (Gaykhatu) (m.1295) Y Nhi hãn 1291-1295       | 5 Hải Hợp Đô (Gaykhatu) (m.1295) Y Nhi hãn 1291-1295       |  |  | 6 Bái Đô (Baydu) (m.1295) Y Nhi hãn 1295       | 6 Bái Đô (Baydu) (m.1295) Y Nhi hãn 1295       | 6 Bái Đô (Baydu) (m.1295) Y Nhi hãn 1295       | 6 Bái Đô (Baydu) (m.1295) Y Nhi hãn 1295       | 6 Bái Đô (Baydu) (m.1295) Y Nhi hãn 1295       | 6 Bái Đô (Baydu) (m.1295) Y Nhi hãn 1295       |  |  | Ambarji                                              | Ambarji     | Ambarji     | Ambarji     | Ambarji     | Ambarji     |  |  |  |  |  |  |  |  |  |  |  |  |  |  |  |  |  |  |  |  |  |  |  |  |  |  |  |  |  |  |  |  |  |  |
|  |  |                                                               |                                                               |                                                                   |                                                                   |                                                                   |                                                                   |                                                                   |                                                                   |                                                                        |                                                                        |                                                                        |                                                                        |                                                                        |                                                                        |                                                         |                                                         |                                                            |                                                            |                                                            |                                                            |                                                            |                                                            |  |  |                                                |                                                |                                                |                                                |                                                |                                                |  |  |                                                      |             |             |             |             |             |  |  |  |  |  |  |  |  |  |  |  |  |  |  |  |  |  |  |  |  |  |  |  |  |  |  |  |  |  |  |  |  |  |  |
|  |  | 7 Hợp Tán (Ghazan) (s.1272-m.1304) Y Nhi hãn 1295-1304        | 7 Hợp Tán (Ghazan) (s.1272-m.1304) Y Nhi hãn 1295-1304        | 7 Hợp Tán (Ghazan) (s.1272-m.1304) Y Nhi hãn 1295-1304            | 7 Hợp Tán (Ghazan) (s.1272-m.1304) Y Nhi hãn 1295-1304            | 7 Hợp Tán (Ghazan) (s.1272-m.1304) Y Nhi hãn 1295-1304            | 7 Hợp Tán (Ghazan) (s.1272-m.1304) Y Nhi hãn 1295-1304            |                                                                   |                                                                   | 8 Hoàn Giả Đô (Oljaitu) (s.1280-m.1316) Y Nhi hãn 1304-1316            | 8 Hoàn Giả Đô (Oljaitu) (s.1280-m.1316) Y Nhi hãn 1304-1316            | 8 Hoàn Giả Đô (Oljaitu) (s.1280-m.1316) Y Nhi hãn 1304-1316            | 8 Hoàn Giả Đô (Oljaitu) (s.1280-m.1316) Y Nhi hãn 1304-1316            | 8 Hoàn Giả Đô (Oljaitu) (s.1280-m.1316) Y Nhi hãn 1304-1316            | 8 Hoàn Giả Đô (Oljaitu) (s.1280-m.1316) Y Nhi hãn 1304-1316            |                                                         |                                                         | Alafireng                                                  | Alafireng                                                  | Alafireng                                                  | Alafireng                                                  | Alafireng                                                  | Alafireng                                                  |  |  | Ali                                            | Ali                                            | Ali                                            | Ali                                            | Ali                                            | Ali                                            |  |  | Timur                                                | Timur       | Timur       | Timur       | Timur       | Timur       |  |  |  |  |  |  |  |  |  |  |  |  |  |  |  |  |  |  |  |  |  |  |  |  |  |  |  |  |  |  |  |  |  |  |
|  |  | 7 Hợp Tán (Ghazan) (s.1272-m.1304) Y Nhi hãn 1295-1304        | 7 Hợp Tán (Ghazan) (s.1272-m.1304) Y Nhi hãn 1295-1304        | 7 Hợp Tán (Ghazan) (s.1272-m.1304) Y Nhi hãn 1295-1304            | 7 Hợp Tán (Ghazan) (s.1272-m.1304) Y Nhi hãn 1295-1304            | 7 Hợp Tán (Ghazan) (s.1272-m.1304) Y Nhi hãn 1295-1304            | 7 Hợp Tán (Ghazan) (s.1272-m.1304) Y Nhi hãn 1295-1304            |                                                                   |                                                                   | 8 Hoàn Giả Đô (Oljaitu) (s.1280-m.1316) Y Nhi hãn 1304-1316            | 8 Hoàn Giả Đô (Oljaitu) (s.1280-m.1316) Y Nhi hãn 1304-1316            | 8 Hoàn Giả Đô (Oljaitu) (s.1280-m.1316) Y Nhi hãn 1304-1316            | 8 Hoàn Giả Đô (Oljaitu) (s.1280-m.1316) Y Nhi hãn 1304-1316            | 8 Hoàn Giả Đô (Oljaitu) (s.1280-m.1316) Y Nhi hãn 1304-1316            | 8 Hoàn Giả Đô (Oljaitu) (s.1280-m.1316) Y Nhi hãn 1304-1316            |                                                         |                                                         | Alafireng                                                  | Alafireng                                                  | Alafireng                                                  | Alafireng                                                  | Alafireng                                                  | Alafireng                                                  |  |  | Ali                                            | Ali                                            | Ali                                            | Ali                                            | Ali                                            | Ali                                            |  |  | Timur                                                | Timur       | Timur       | Timur       | Timur       | Timur       |  |  |  |  |  |  |  |  |  |  |  |  |  |  |  |  |  |  |  |  |  |  |  |  |  |  |  |  |  |  |  |  |  |  |
|  |  |                                                               |                                                               |                                                                   |                                                                   |                                                                   |                                                                   |                                                                   |                                                                   |                                                                        |                                                                        |                                                                        |                                                                        |                                                                        |                                                                        |                                                         |                                                         |                                                            |                                                            |                                                            |                                                            |                                                            |                                                            |  |  |                                                |                                                |                                                |                                                |                                                |                                                |  |  |                                                      |             |             |             |             |             |  |  |  |  |  |  |  |  |  |  |  |  |  |  |  |  |  |  |  |  |  |  |  |  |  |  |  |  |  |  |  |  |  |  |
|  |  | 15 Tát Địch Biệt (Sati Beg) (k 1300-1345) Y Nhi hãn 1338-1339 | 15 Tát Địch Biệt (Sati Beg) (k 1300-1345) Y Nhi hãn 1338-1339 | 15 Tát Địch Biệt (Sati Beg) (k 1300-1345) Y Nhi hãn 1338-1339     | 15 Tát Địch Biệt (Sati Beg) (k 1300-1345) Y Nhi hãn 1338-1339     | 15 Tát Địch Biệt (Sati Beg) (k 1300-1345) Y Nhi hãn 1338-1339     | 15 Tát Địch Biệt (Sati Beg) (k 1300-1345) Y Nhi hãn 1338-1339     |                                                                   |                                                                   | 9 Bất Tái Nhân (Abu Sa'id Bahadur) (s.1305-m.1335) Y Nhi hãn 1316-1335 | 9 Bất Tái Nhân (Abu Sa'id Bahadur) (s.1305-m.1335) Y Nhi hãn 1316-1335 | 9 Bất Tái Nhân (Abu Sa'id Bahadur) (s.1305-m.1335) Y Nhi hãn 1316-1335 | 9 Bất Tái Nhân (Abu Sa'id Bahadur) (s.1305-m.1335) Y Nhi hãn 1316-1335 | 9 Bất Tái Nhân (Abu Sa'id Bahadur) (s.1305-m.1335) Y Nhi hãn 1316-1335 | 9 Bất Tái Nhân (Abu Sa'id Bahadur) (s.1305-m.1335) Y Nhi hãn 1316-1335 |                                                         |                                                         | 14 Chỉ Hãn Thiếp Mộc Nhi (Jahan Temur) Y Nhi hãn 1339-1340 | 14 Chỉ Hãn Thiếp Mộc Nhi (Jahan Temur) Y Nhi hãn 1339-1340 | 14 Chỉ Hãn Thiếp Mộc Nhi (Jahan Temur) Y Nhi hãn 1339-1340 | 14 Chỉ Hãn Thiếp Mộc Nhi (Jahan Temur) Y Nhi hãn 1339-1340 | 14 Chỉ Hãn Thiếp Mộc Nhi (Jahan Temur) Y Nhi hãn 1339-1340 | 14 Chỉ Hãn Thiếp Mộc Nhi (Jahan Temur) Y Nhi hãn 1339-1340 |  |  | 10 Mộc Tát (Musa) (m.1336) Y Nhi hãn 1336-1337 | 10 Mộc Tát (Musa) (m.1336) Y Nhi hãn 1336-1337 | 10 Mộc Tát (Musa) (m.1336) Y Nhi hãn 1336-1337 | 10 Mộc Tát (Musa) (m.1336) Y Nhi hãn 1336-1337 | 10 Mộc Tát (Musa) (m.1336) Y Nhi hãn 1336-1337 | 10 Mộc Tát (Musa) (m.1336) Y Nhi hãn 1336-1337 |  |  | Yul Qotloq                                           | Yul Qotloq  | Yul Qotloq  | Yul Qotloq  | Yul Qotloq  | Yul Qotloq  |  |  |  |  |  |  |  |  |  |  |  |  |  |  |  |  |  |  |  |  |  |  |  |  |  |  |  |  |  |  |  |  |  |  |
|  |  | 15 Tát Địch Biệt (Sati Beg) (k 1300-1345) Y Nhi hãn 1338-1339 | 15 Tát Địch Biệt (Sati Beg) (k 1300-1345) Y Nhi hãn 1338-1339 | 15 Tát Địch Biệt (Sati Beg) (k 1300-1345) Y Nhi hãn 1338-1339     | 15 Tát Địch Biệt (Sati Beg) (k 1300-1345) Y Nhi hãn 1338-1339     | 15 Tát Địch Biệt (Sati Beg) (k 1300-1345) Y Nhi hãn 1338-1339     | 15 Tát Địch Biệt (Sati Beg) (k 1300-1345) Y Nhi hãn 1338-1339     |                                                                   |                                                                   | 9 Bất Tái Nhân (Abu Sa'id Bahadur) (s.1305-m.1335) Y Nhi hãn 1316-1335 | 9 Bất Tái Nhân (Abu Sa'id Bahadur) (s.1305-m.1335) Y Nhi hãn 1316-1335 | 9 Bất Tái Nhân (Abu Sa'id Bahadur) (s.1305-m.1335) Y Nhi hãn 1316-1335 | 9 Bất Tái Nhân (Abu Sa'id Bahadur) (s.1305-m.1335) Y Nhi hãn 1316-1335 | 9 Bất Tái Nhân (Abu Sa'id Bahadur) (s.1305-m.1335) Y Nhi hãn 1316-1335 | 9 Bất Tái Nhân (Abu Sa'id Bahadur) (s.1305-m.1335) Y Nhi hãn 1316-1335 |                                                         |                                                         | 14 Chỉ Hãn Thiếp Mộc Nhi (Jahan Temur) Y Nhi hãn 1339-1340 | 14 Chỉ Hãn Thiếp Mộc Nhi (Jahan Temur) Y Nhi hãn 1339-1340 | 14 Chỉ Hãn Thiếp Mộc Nhi (Jahan Temur) Y Nhi hãn 1339-1340 | 14 Chỉ Hãn Thiếp Mộc Nhi (Jahan Temur) Y Nhi hãn 1339-1340 | 14 Chỉ Hãn Thiếp Mộc Nhi (Jahan Temur) Y Nhi hãn 1339-1340 | 14 Chỉ Hãn Thiếp Mộc Nhi (Jahan Temur) Y Nhi hãn 1339-1340 |  |  | 10 Mộc Tát (Musa) (m.1336) Y Nhi hãn 1336-1337 | 10 Mộc Tát (Musa) (m.1336) Y Nhi hãn 1336-1337 | 10 Mộc Tát (Musa) (m.1336) Y Nhi hãn 1336-1337 | 10 Mộc Tát (Musa) (m.1336) Y Nhi hãn 1336-1337 | 10 Mộc Tát (Musa) (m.1336) Y Nhi hãn 1336-1337 | 10 Mộc Tát (Musa) (m.1336) Y Nhi hãn 1336-1337 |  |  | Yul Qotloq                                           | Yul Qotloq  | Yul Qotloq  | Yul Qotloq  | Yul Qotloq  | Yul Qotloq  |  |  |  |  |  |  |  |  |  |  |  |  |  |  |  |  |  |  |  |  |  |  |  |  |  |  |  |  |  |  |  |  |  |  |
|  |  |                                                               |                                                               |                                                                   |                                                                   |                                                                   |                                                                   |                                                                   |                                                                   |                                                                        |                                                                        |                                                                        |                                                                        |                                                                        |                                                                        |                                                         |                                                         |                                                            |                                                            |                                                            |                                                            |                                                            |                                                            |  |  |                                                |                                                |                                                |                                                |                                                |                                                |  |  | 12 Ma Hợp Mã (Muhammad) (m.1338) Y Nhi hãn 1336-1338 |             |             |             |             |             |  |  |  |  |  |  |  |  |  |  |  |  |  |  |  |  |  |  |  |  |  |  |  |  |  |  |  |  |  |  |  |  |  |  |